# Kurt-Christoph von Knobelsdorff

Kurt-Christoph von Knobelsdorff auf Fagio

Kurt-Christoph von Knobelsdorff (* 7. November 1904 in Rathenow; † 30. April 1945 auf der Straße zwischen Schmachthagen und Mallentin in Mecklenburg) war ein erfolgreicher deutscher Turnierreiter in den Jahren 1922 bis 1934.

## Leben

### Herkunft
Kurt-Christoph von Knobelsdorff entstammte dem Uradelsgeschlecht Knobelsdorff. Er war das vierte Kind des Hans von Knobelsdorff (1866–1947), Generalmajor und Kommandeur des Kürassier-Regiments Königin (Pommersches) Nr. 2, und der Margarete von Hirschfeld (1870–1939). Geboren in Rathenow, wo sein Vater seine militärische Offizierslaufbahn bei den Zietenhusaren begann, lernte von Knobelsdorff das Reiten von Kindesbeinen an. Im Jahre 1916 erkrankte er nach einem von der Schule angeordneten Ernteeinsatz an Enzephalitis (sehr wahrscheinlich Frühsommer-Meningoenzephalitis). Er verlor, noch Kind, zunächst das Augenlicht, dann das Gehör. Die Sehkraft kehrte zurück, jedoch blieb er lebenslang taub, bei nachlassender Sehkraft über die Jahre. Da er das Gymnasium in Pasewalk aufgrund seiner Krankheit aufgeben musste, macht von Knobelsdorff mit Hilfe seines Vaters, der 1920 das später sehr erfolgreiche Trakehner-Pferd „Erlaucht“ erwarb, trotz seiner Behinderung das Reiten für 12 Jahre zu seinem Beruf.

### Reitsport-Karriere
In seiner aktiven Zeit von 1922 bis 1934 nahm er erfolgreich und oft mit hervorragenden Ergebnissen an allen wichtigen Springreiten und Jagdspringen (Aachen, Berlin, Hamburg usw.) in Deutschland teil. Bereits als Jugendlicher hatte er sich gegen die damalige Elite der deutschen Springreiter durchsetzen können, Turniere, zu denen er anfangs mit seinem Turnierpferd auch über größere Distanzen reitet. Im Jahr 1924 gewann er das deutsche Championat im Springreiten (Deutscher Meister der Springreiter). Bei den Qualifikationen für die Teilnahme am Springreiten in Amsterdam (Olympische Sommerspiele 1928) unterlag er wegen eines, angeblich durch Gustav Rau veranlasst, nachträglich angerechneten Zeitfehlers dem damaligen Reiterstar Carl-Friedrich Freiherr von Langen (1887–1934), gegen den er bereits mehrfach gewonnen hatte. Zwar wurde von Langen in den Dressurprüfungen Olympiasieger, im Springreiten erreichte er jedoch nur den 28. Rang.
Insgesamt war von Knobelsdorff in seiner Reitsport-Karriere, die ersten drei Plätze gerechnet, 58 × Erst-, 49 × Zweit- und 49 × Drittplatzierter. Beim Deutschen Spring-Derby in Hamburg erzielte er 1927 mit „Partner“ den 3. und 1929 mit „Minnerie“ den 6. Platz. Unter seinen fünf Turnierpferden, allesamt Trakehner, waren „Erlaucht“, „Partner“ und „Minnerie“ die erfolgreichsten. Seine sportlichen Erfolge erreichte er trotz vollständiger Gehörlosigkeit und zeitweiser Sehbehinderung – der Trakehner „Partner“ sprang fehlerlos weiter, wenn Knobelsdorff mitten im Parcours plötzlich nichts mehr sah –  als Behinderter also, der unter Wettbewerbsbedingungen für „Nichtbehinderte“ startete und gewertet wurde. Die Kategorie Behindertensport als Leistungssport gab es seinerzeit nicht.
Im Jahre 1924 wurden Kurt-Christoph von Knobelsdorff, Prinz Friedrich Sigismund von Preußen und Hans-Christian von Wietersheim-Kramsta (1899–1984) vom Turnier-Herren-Reiter- und -Fahrer-Verband mit der Grossen-Plakette des Verbandes „Für hervorragende Leistungen“ ausgezeichnet.
Die Beendigung seiner sportlichen Karriere Anfang der 1930er Jahre war im Wesentlichen den finanziellen Verhältnissen geschuldet. Ohne eigenes Vermögen, musste von Knobelsdorff seine Beteiligung am Turniersport zunehmend kreditfinanzieren. Das Niveau der damaligen Preisgelder reichte kaum, um die laufenden Kosten seines Reitstalls zu decken, ökonomisch ein Nullsummenspiel. Insbesondere hatte für kleine private Reitställe negative Folgen, dass sich in dieser Zeit die Reichswehr zunehmend im Reitsport engagierte, die in der Nachkriegszeit im Vergleich zur privaten Konkurrenz über große finanzielle Mittel und erhebliche Ressourcen an Pferdematerial verfügte.
Kurt-Christoph von Knobelsdorff, der aufgrund seiner Behinderung nie Soldat war, wurde am 30. April 1945 um 15:30 Uhr auf der Flucht nach Westen von einem englischen Tiefflieger getötet.
Der Turnier-Reiter Kurt-Christoph von Knobelsdorff wird häufig mit seinem Verwandten Kurt von Knobelsdorff-Brenkenhoff, Herzogl. Anhalt’scher Kammerherr und Hofstallmeister a. D. (1883–1965), verwechselt, der nach dem Ersten Weltkrieg in Reiter- und Pferdezuchtverbänden tätig war, und auch publizistisch in der Reitsport-Fachpresse.

## Familie
Für eine nachhaltige materielle, vom Reitersport unabhängige Lebensgrundlage baute von Knobelsdorff in den 1920er Jahren in Pasewalk einen Wein- und Spirituosenvertrieb auf, dessen eigener Weinbrand „Alter Pasewalker“ nicht nur in Reiterkreisen deutschlandweit erfolgreich war. Im Jahr 1939 heiratete er Maria Margherita von Schack, mit der er vier Kinder hatte.